# Пивнична-Здруй
Пивнѝчна-Здруй (на полски: Piwniczna-Zdrój) е град в Южна Полша, Малополско войводство, Новосончки окръг. Административен център е на градско-селската Пивничненска община. Заема площ от 38,30 км2.

## Население
Според данни от полската Централна статистическа служба, към 1 януари 2014 г. населението на града възлиза на 5 981 души. Гъстотата е 156 души/км2.